# Анджей Тшебіцький
Анджей Завіша Тшебіцький гербу Лебідь (нар. 23 листопада 1607, Тшебічна — пом. 28 грудня 1679, Кельці) — римсько-католицький і державний діяч Речі Посполитої; Перемишльський (1654–1658) і Краківський єпископ (1658–1679); підканцлер коронний (1653–1658).

## Життєпис
Народився Анджей 23 листопада 1607 у селі Тшебічна біля Сєрадза. Був сином Марціна Тшебіцького, пізніше каштеляна велюнського і Катажини Рожнятовської гербу Остоя. Мав двох братів і двох сестер.
Навчався у колегіумі єзуїтів у Каліші, потім вивчав філософію у єзуїтському колегіумі святого Петра у Кракові. Головне теологічне навчання отримав у Римі в Collegium Romanum, посвячення священника прийняв після повернення до Польщі. Першою його церковним урядом була посада пробста парафіяльного в Прохах у Плоцькій дієцезії. 1633 року став каноніком Плоцької капітули, пізніше був там схоластиком. Одночасно він здобув ступінь доктора обох прав.
30 квітня 1642 року Тшебіцький виголосив у Плоцькій катедрі промову-привітання королю Владиславові IV з родиною. З того часу його кар'єра стрімко пішла вгору. 30 травня 1642 року він став каноніком ґнєзненським уже будучи королівським секретарем, a 1644 року каноніком капітули катедральної у Кракові. Під час безкоролів'я 1648 року керував канцелярією примаса Мацея Лубенського.
Під час правління короля Яна Казимира з 1649 року Тшебіцький перебував на службі при королівському дворі: був регентом великої королівської канцелярії (1649–1653), 1651 року як секретар супроводжував Яна Казимира під час Берестецької кампанії. Наприкінці 1651 року став кантором ґнєзненським. У квітні 1653 року отримав уряд коронного підканцлера, який займав до літа 1658 року. Того ж року він відбув у посольство до імператора Фердинанда III і Рейхстагу в Регенсбурзі, шукаючи допомоги проти шведів, козаків і татар. Він також супроводжував короля під час Жванецької виправи 1653 року. Займав посади пробста Плоцької катедральної капітули (1653–1659, абата червінського (1653–1657).
Як сенатор духовний взяв участь у сеймах: 1654 (II), 1655, 1659, 1661, 1662, 1664/1665, 1665, 1666 (I і II), 1667, 1668 (I, II і III), 1669 (I і II), 1670 (I і II), 1672 (I), 1673, 1674 (I і II), 1676 i 1677 років.
12 грудня 1654 року за рішенням папи Інокентія X став Перемишльським єпископом. Посвячення єпископське прийняв у костелі єзуїтів у Кракові лише 21 вересня 1655 року (через війну зі Швецією). Під час неї супроводжував короля Яна Казимира, зокрема в еміграції у Сілезії. Він був прихильником вигнання з країни «польських братів», чого досягнув на сеймі 1658 року.
Після смерті у липні 1657 року краківського єпископа Петра Гембицького, король запропонував на цей уряд кандидатуру Анджея Тшебіцького. 2 березня 1658 року папа Олександр VII звільнив Тшебіцького з посади Перемишльського єпископа, водночас призначивши його єпископом до Кракова. 3 листопада 1658 року він відбув інгрес до Вавельської катедри.
На абдикаційному сеймі 16 вересня 1668 року Тшебіцький підписав акт, що підтверджував абдикацію Яна Казимира. Був членом генеральної конфедерації, створеної на конвокаційному сеймі 1668 року. Підтримував кандидатуру французького принца Конде на польський королівський трон. Був електором Михайла Корибута Вишневецького 1669 року від Краківського воєводства.
Як краківський єпископ Анджей Тшебіцький 1665 року провів велику люстрацію маєтків Краківського єпископства, відбудував зруйновані після війни зі Швецією будівлі, підтримав, особливо фінансово, Архибратство Милосердя Пресвятої Діви Марії Скорботної у Кракові та заклав перший у Польщі шпиталь для божевільних, так званий «Будинок під Лебедем» (вул. Шпитальна, 13). У соборі він подбав про завершення будівництва каплиці Вазів, відреставрував вежу з годинником і пресбітерій. Він подарував собору дуже цінну серію гобеленів, чаші та виконуючи волю свого попередника, він замовив новий релікварій для святого Станіслава у Ґданську. Мощі святого були покладені там 1671 року. Протягом 1669–1677 років з фундації єпископа біля єзуїтського костелу святих Петра і Павла у Кракові було зведено новий будинок єзуїтського колегіуму, так званий лат. collegium Trzebicianum (Колегіум Тшебіцького). Єпископ привіз і поховав у підземеллі родинної каплиці Яна Казимира, який помер після зречення у Франції.
1671 року власним коштом Тшебіцький виставив полк піхоти чисельністю 300 чоловік, який брав участь в українському поході коронного гетьмана Яна Собеського, а 1672 року створений ним загін із 500 піхотинців воював при обороні Кам'янця-Подільського.

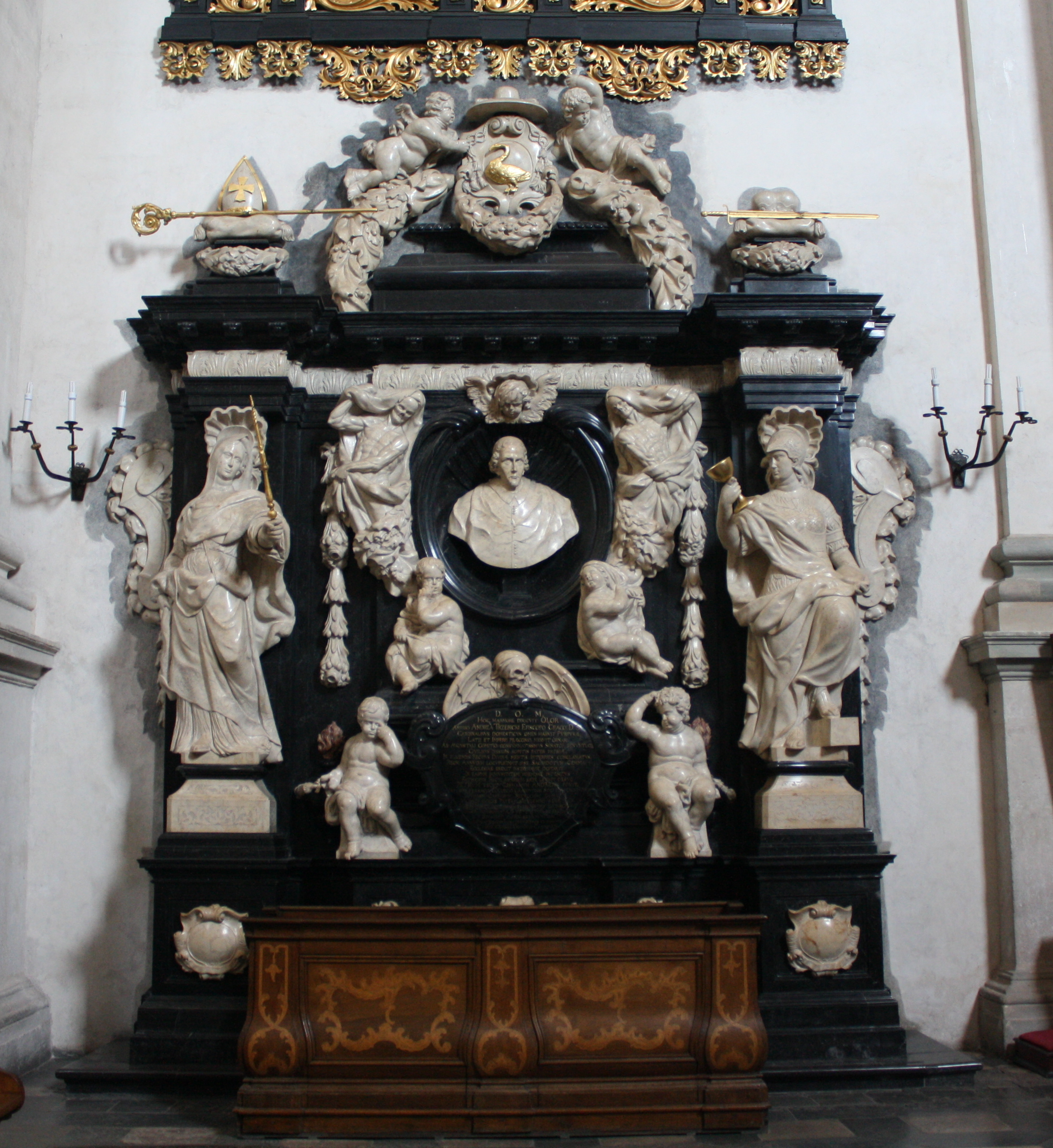
Надгробний пам'ятник єпископу Анджею Тшебіцькому у костелі святих Петра і Павла у Кракові

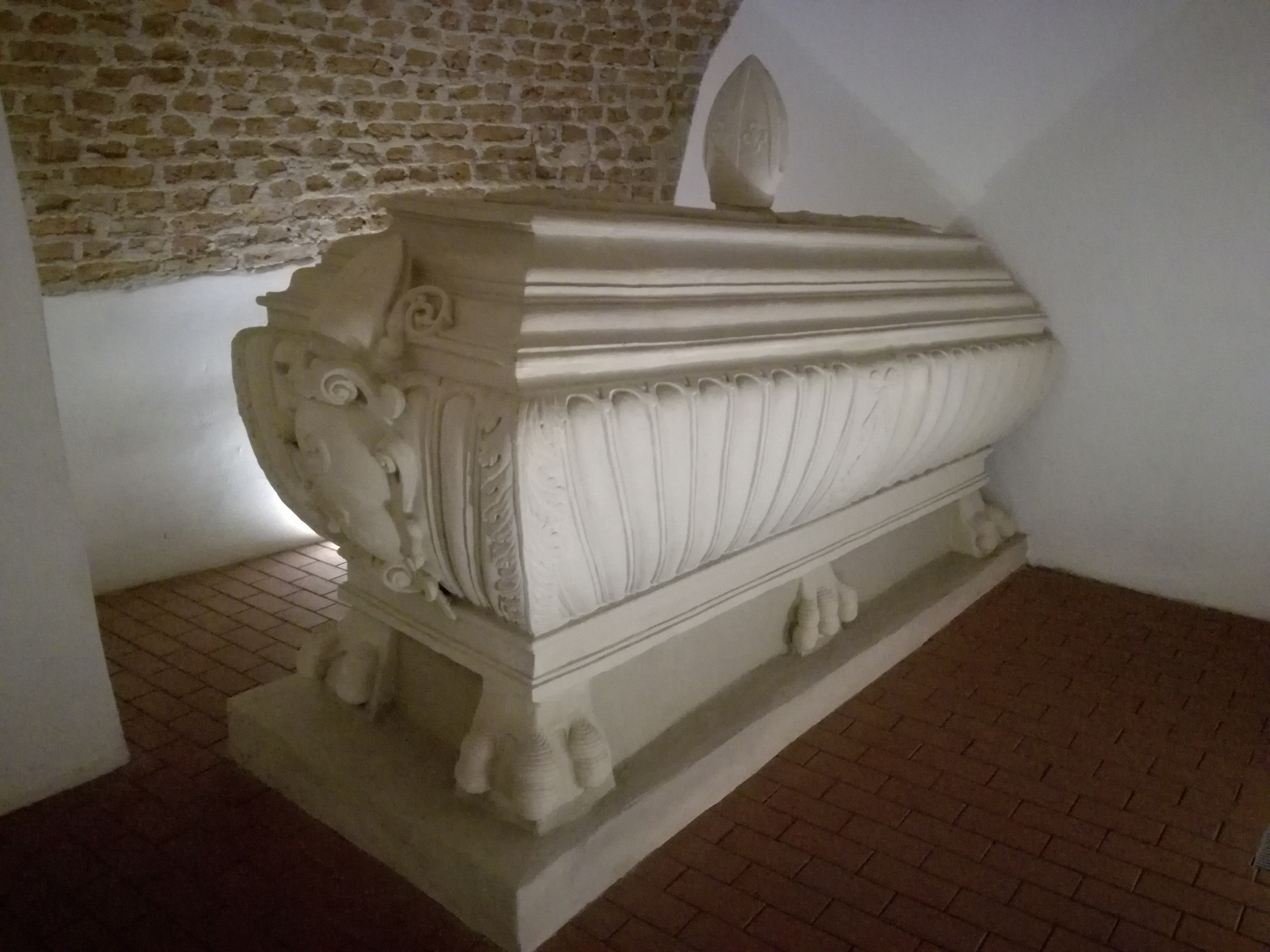
Саркофаг з прахом єпископа Анджея Тшебіцького у крипті костела Петра і Павла у Кракові

Після смерті короля Михайла Корибута Вишневецького брав участь у підготовці до обрання нового короля. Через хворобу інтеррекса, примаса Казимира Флоріана Чарторийського, Тшебіцького призначили проводити вибори замість нього. Був членом генеральної конфедерації під час конвокаційного сейму 1674 року. Того ж року був електором Яна III Собеського від Краківського воєводства, підписав його pacta conventa. Через кілька днів після смерті примаса Казимира Флоріана Чарторийського оголосив Яна III Собеського королем, хоча був його противником. Цей прецедент змусив єпископа Тшебіцького претендувати на виконання повноважень примаса, включаючи право на королівську коронацію. Коли було обрано новим архієпископом Ґнєзненським Анджея Ольшовського, обидва ієрархи вступили в запеклий конфлікт, який завершився лише втручанням папи.
Наприкінці 1679 року єпископ почав сильно хворіти, ще під час Різдва Христового відправив святу месу. Помер 28 грудня 1679 року в Кельцях, був похований 29 січня 1680 року в костелі Петра і Павла у Кракові. Відповідно до останнього заповіту, монастирю єзуїтів була передана величезна єпископська бібліотека (вона згоріла під час великої пожежі, що сталася в монастирі 26 липня 1719 року). Племінник єпископа — краківський декан Каспер Цєнський створив дядькові бароковий пам'ятник з чорного мармуру дембницького, прикрашеного білим у костелі, де був похований єпископ, і дещо скромніший мармуровий пам'ятник у Вавельській катедрі.